# Swarupella andamanensis
Swarupella andamanensis är en mossdjursart som först beskrevs av Rao 1961.  Swarupella andamanensis ingår i släktet Swarupella och familjen Plumatellidae. Inga underarter finns listade i Catalogue of Life.